# Shahrestān di Sirjan
Lo shahrestān di Sirjan (farsi شهرستان سیرجان) è uno dei 23 shahrestān della provincia di Kerman, il capoluogo è Sirjan. Lo shahrestān è suddiviso in 2 circoscrizioni (bakhsh): 
- Centrale (بخش مرکزی), con le città di Sirjan, Najafshahr e Zeydabad.
- Pariz (بخش پاریز), con la città di Pariz.